# Elatostema tianlinense
Elatostema tianlinense är en nässelväxtart som beskrevs av Wen Tsai Wang. Elatostema tianlinense ingår i släktet Elatostema och familjen nässelväxter. Inga underarter finns listade i Catalogue of Life.